# リチャード2世 (イングランド王)
リチャード2世（Richard II, 1367年1月6日 - 1400年2月14日）は、プランタジネット朝最後のイングランド王（在位：1377年6月22日 - 1399年9月29日）。父はイングランド王エドワード3世と王妃フィリッパ・オブ・エノーの長男エドワード黒太子、母はその妃ジョーン・オブ・ケント。
幼少で即位したため治世初期は貴族たちの補佐を受け、成長してからは専制のため側近を重用したことが周囲の反発を招き、1388年に反対派の訴追派貴族たちに側近たちを非情議会に訴追されて失い、一度挫折した。1397年に訴追派貴族を排除して再び専制に乗り出したことが一層の反感を買い、従弟のヘンリー・ボリングブルック（後のヘンリー4世）ら貴族層のクーデターによって王位から追放・幽閉された末に死去、プランタジネット朝は断絶した。

## 生涯

### 幼少期の統治

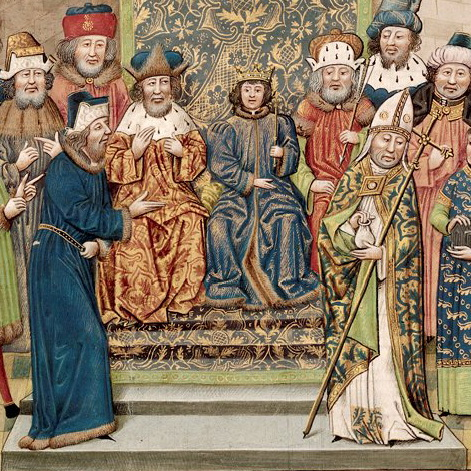
リチャード2世の戴冠式（15世紀の作品）

1367年、エドワード黒太子とジョーン・オブ・ケント夫妻の間に次男としてボルドーにおいて誕生。出生地からリチャード・オブ・ボルドーと呼ばれた。兄エドワードが1372年に7歳で、続いて1376年に父が死去したため祖父からコーンウォール公に叙されると共に後嗣に指名された。そして翌1377年6月21日に祖父も死去すると10歳で王位を継承した。
黒太子には4人の弟がいたが、クラレンス公ライオネル・オブ・アントワープは若死、残った3人の弟ランカスター公ジョン・オブ・ゴーント、ケンブリッジ伯（後にヨーク公）エドマンド・オブ・ラングリー、エセックス伯（後にグロスター公）トマス・オブ・ウッドストックが摂政候補に挙げられたが、誰も決まらず貴族たちによる集団指導体制でリチャード2世を補佐することに決定、評議会がその役目を担ったが、筆頭に選ばれたランカスター公の発言権が強かった。リチャード2世の治世はこの3人の叔父たちの動向に大きく左右されていくことになる。

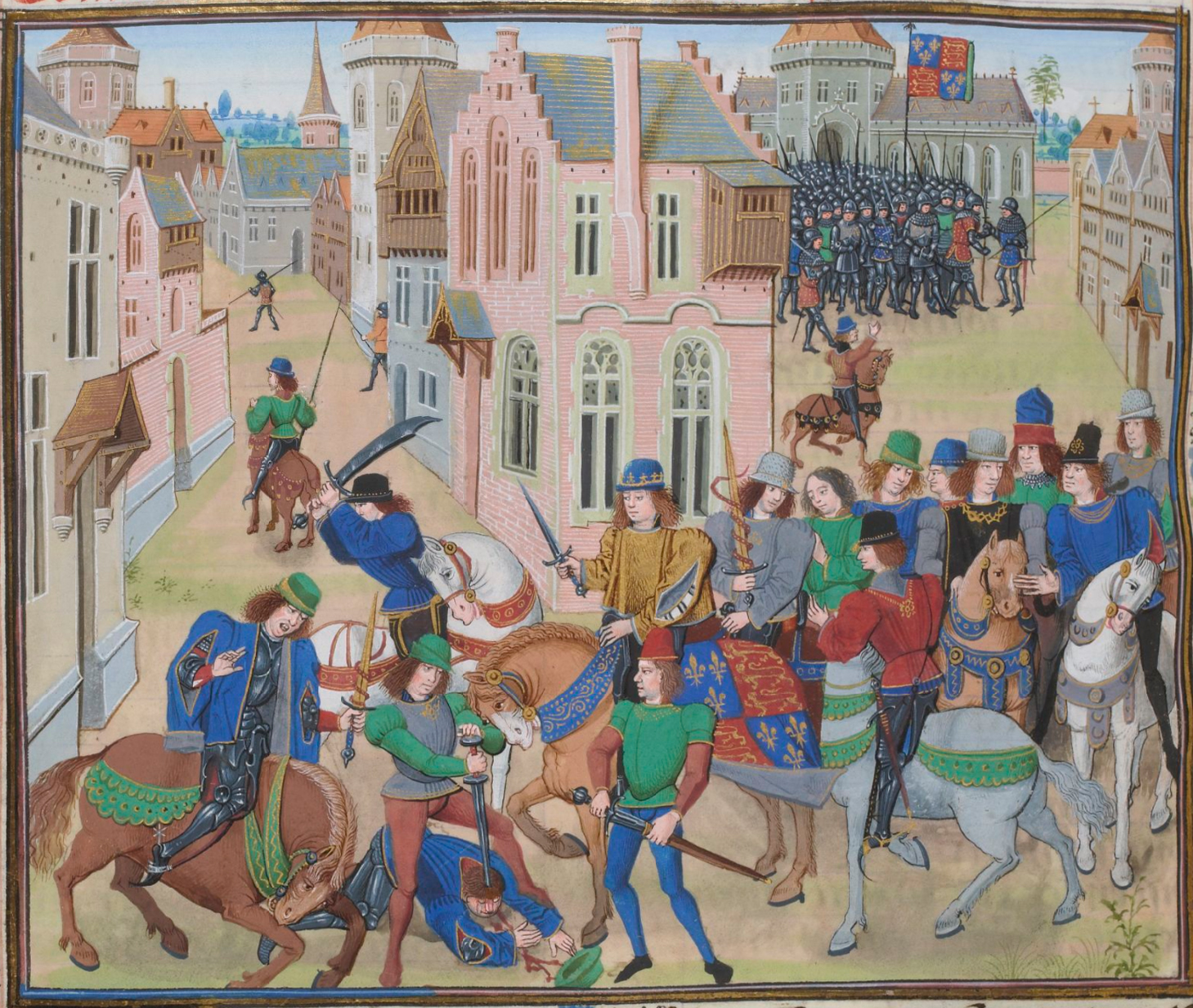
王と交渉中に斬殺されるワット・タイラー（15世紀の作品）

1378年と1380年に新政権は百年戦争でフランスに奪われた占領地域の奪還を図り大陸へ遠征したが、全く成果が上がらなかった。この遠征による膨大な戦費調達のため人頭税の導入を図るが、これは上層に軽く下層に重い税制であった。1381年6月、増税に反対する下層階級の農民と労働者が、エセックスの煉瓦工ワット・タイラーに率いられて反乱を起こすと、ランカスター公の屋敷が焼き払われ、政府の幹部だった財務府長官ロバート・ヘイルズと尚書部長官サイモン・サドベリーの2名が殺害され、反乱軍がロンドンへ迫る展開になったが、リチャード2世はタイラーとの面会に応じた。6月14日にリチャード2世はタイラーの要求事項に回答を約束したが、翌15日、ロンドン市長が面会に現れたタイラーを刺殺し、指導者を失った反乱は鎮圧された（ワット・タイラーの乱）。
自ら危機を乗り切ったリチャード2世は自信をつけて親政を手掛けたが、それは貴族の反感を買うことになっていく。

### 専制政治とその挫折
1383年に親政を開始したリチャード2世は、側近のマイケル・ド・ラ・ポールやオックスフォード伯ロバート・ド・ヴィアーらを重用、ド・ラ・ポールをサフォーク伯に（1385年）、オックスフォード伯をアイルランド公に叙爵した（1386年）。またランカスター公に対抗するため、この時点で後継男子を得ていなかったリチャード2世は、クラレンス公の外孫である従甥のマーチ伯ロジャー・モーティマーを王位継承者に指名する。さらに2人の叔父にも爵位を与え、1385年にケンブリッジ伯をヨーク公、エセックス伯をグロスター公にそれぞれ叙爵した。
しかし外交は失敗が重なり、フランドルの都市ヘントで反乱を起こしたフィリップ・ヴァン・アルテベルデはイングランドの支援を求めたが、1382年のローゼベーケの戦いでフランス軍に討ち取られ、出遅れる形で翌1383年に出兵したイングランド軍も成果が無いまま撤退、金の無駄遣いに終わった。のみならず、スコットランドとフランスが手を組みイングランドへ逆侵攻する恐れが生じたため、1385年にリチャード2世はスコットランドへ遠征したが、敵側が焦土作戦を取ったためこの遠征も戦果を挙げられず、引き上げざるを得なかった。外交の失敗に加え、リチャード2世が寵臣たちに気前よく爵位や土地、財産などをばらまき、彼らを中心とした専制政治で議会や貴族を無視する態度を取ったため不満が高まっていった。

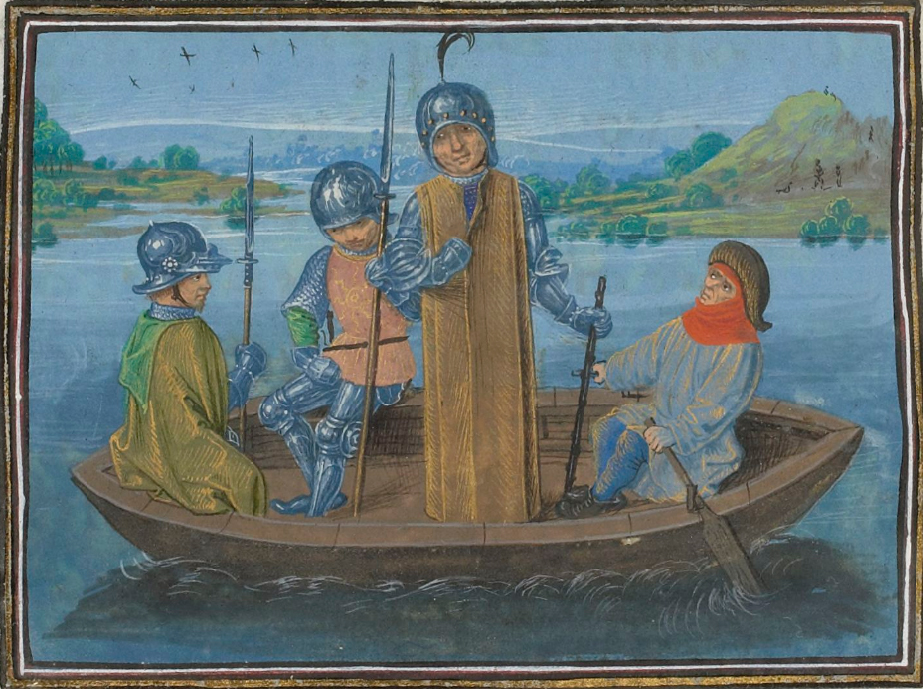
ラドコット・ブリッジの戦いで敗走するアイルランド公ロバート・ド・ヴィアー（15世紀の作品）

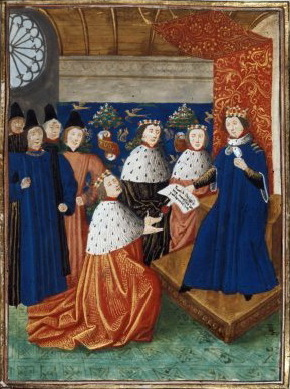
ランカスター公にアキテーヌ公位を与えるリチャード2世（15世紀の作品）

ランカスター公は両者の調停に尽力していたが、1386年7月に妻コンスタンスの王位継承権を盾にカスティーリャへ遠征すると、貴族たちが国王批判を展開した。
10月に宮廷闘争が発生して、議会はサフォーク伯を弾劾、投獄へ追いやり、王室財政の監視と国政運営を担当する任期1年の常設評議会の設置を決定した。リチャード2世はこれに反発して1387年2月に側近たちとロンドンを離れ、チェシャー・ウェールズで徴兵を始め、裁判官を味方につけて王権の侵害を根拠に議会の決定を無効とし、反逆罪にかけることを企てた。対して訴追派貴族と呼ばれる議会派の3人の貴族（グロスター公を筆頭にアランデル伯リチャード・フィッツアラン、ウォリック伯トマス・ド・ビーチャム）も軍備を整え、新たにアランデル伯の婿ノッティンガム伯トマス・モウブレーと、リチャード2世の従弟でランカスター公の息子でもあるダービー伯ヘンリー・ボリングブルック（後のヘンリー4世）を加えて迎撃態勢を整え、12月20日のラドコット・ブリッジの戦いでアイルランド公の国王軍を破り、勢いを増した。
翌1388年2月の非情議会で国王側近は追放・処刑され（サフォーク伯とアイルランド公は海外へ亡命）、手足を失ったリチャード2世は議会側に屈服、訴追派貴族が実権を握り彼らが入った評議会が国政を動かしていった。しかし、次第に議会内部が対立したり、イングランド軍がスコットランド軍にオッターバーンの戦いで敗れ評議会も支持が揺らぎだすと、リチャード2世がこの隙を見て1389年5月に親政を宣言してグロスター公・アランデル伯らを評議会から解任、常設評議会も任期切れで廃止され、リチャード2世は主導権を取り戻した。
権力を回復したとはいえ、リチャード2世は専制政治を行うことはせず、11月にランカスター公が帰国したこともあり彼を助言者として信任、1390年にアキテーヌ公位を譲渡した。ウィカムのウィリアムを大法官として登用、再編した評議会の補佐を受けつつ数年間は平穏な治世を過ごしたリチャード2世だったが、フランスに対する平和外交を推し進める一方で訴追派貴族への反撃の機会も窺い、自らの基盤回復に策略を巡らしていった。

### 反撃と再度の専制

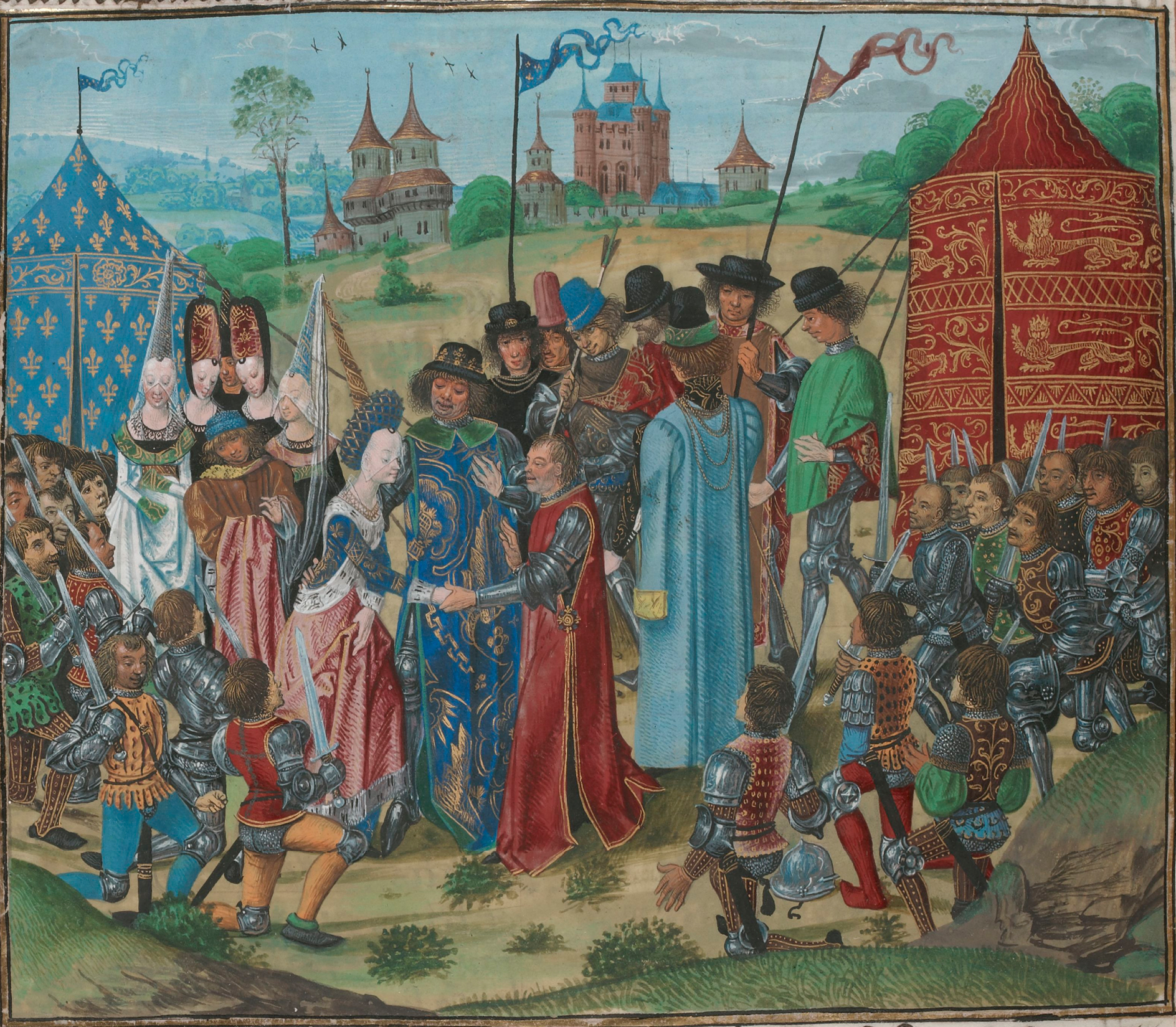
イザベラとの結婚（15世紀の作品）

1383年のフランドル遠征はあったが、リチャード2世は百年戦争に乗り気でなく、フランスとの和平を考え交渉を呼びかけていた。1381年5月の時点からリチャード2世はフランスと接触を開始、フランス北部の都市ルーランジャンで交渉を重ねて1384年1月に休戦協定を結んだ。それからも休戦を延長しつつ話し合いを続け、1389年に3年間の休戦を決め、1392年にアミアンでリチャード2世はフランス王シャルル6世と会見、1396年3月11日にフランスの首都パリで1398年から1426年まで28年間の休戦協定を発表した。同年に内容をより具体的に取り決め、11月にシャルル6世の娘イザベラ・オブ・ヴァロワとリチャード2世の結婚が実現した。
しかし、フランスの和睦はイングランドでは評判が悪く、イザベラが幼いため世継ぎを生む可能性が大分先になってしまうこと、フランス侵攻の足掛かりにしていた北西部の港町ブレストをフランスへ明け渡したことなどが非難された。好戦派だったグロスター公・アランデル伯も和睦に不満を抱き、イングランドは再び不穏な空気に包まれた。リチャード2世はそうした情勢をよそに1394年から1395年までアイルランドへ遠征、現地のイングランド人入植者と先住民のゲール人部族の対立を収め、両者の不満をなだめた。
1397年7月、リチャード2世は訴追派貴族3名（ノッティンガム伯・ボリングブルックを除く）をロンドンの宴席へ招待したが、拒否されたことを口実に3人を逮捕、9月の議会で次々と処罰した。グロスター公はフランスのカレーへ監禁された後に暗殺、アランデル伯は死刑、ウォリック伯はマン島へ追放された。議会はリチャード2世がチェシャーから招集した軍隊で威圧され、貴族たちはリチャード2世の復讐に恐怖と不信感を抱いた。
一方、訴追派貴族の分断と自らの基盤を再構築するため、ランカスター公父子とノッティンガム伯らを懐柔し、ボリングブルックは新たにヘレフォード公、ノッティンガム伯はノーフォーク公に叙爵され、ランカスター公も同年に4人の庶子でボリングブルックの異母弟妹に当たる子供（ジョン・ヘンリー・トマス・ジョウン）が嫡出子に格上げされたためリチャード2世に肩入れするようになっていった。寵臣の補充も行い、自分の2人の異父兄であるケント伯トマス・ホランドとハンティンドン伯ジョン・ホランドを登用、ケント伯が死亡すると同名の息子トマス・ホランドをサリー公、ハンティンドン伯をエクセター公に叙爵して厚遇したが、これは専制の再来を予感させた。
翌1398年1月に開会した議会でリチャード2世は軍事力を背景に議会へ圧力をかけ、開催地をロンドンではなく国王派の地盤に近いシュルーズベリーに変更させた上、非情議会の決定を全て無効と宣言して議会を統制下に置こうとした。さらに、前年に優遇した訴追派貴族の残り2名にも処罰を与え、ボリングブルックがノーフォーク公から「国王が自分達を暗殺しようとしている」と告げられたと議会で言いだし、反発したノーフォーク公と対立して互いに反逆罪で訴え決闘寸前まで至った所で中止を命令、2人とも国外追放とした（ノーフォーク公は終身、ボリングブルックは6年）。スコットランドと国境を接するイングランド北部にも介入し、ノーサンバランド伯ヘンリー・パーシーと息子のホットスパーが手にしていた辺境守護職を取り上げ、北部貴族も敵に回した。

### 廃位
ランカスター公が1399年に死去したのを機会に、ボリングブルックに対して広大なランカスター公領の没収と永久追放への変更を命じた。これにより貴族層の離反は決定的になり、ボリングブルックは復讐の機会を窺った。そのような状況を横目に、5月にリチャード2世はアイルランドへ2度目の遠征を敢行した。1度は服従したゲール人が反乱を起こし、食い止めようとしたマーチ伯が戦死したため報復と鎮圧の意図があった。
しかし、7月にボリングブルックが兵を挙げると、ノーサンバランド伯父子とウェストモーランド伯ラルフ・ネヴィルら北部貴族を始め、リチャード2世に失望していた諸侯や有力者の多くがこれに合流、留守を守っていたヨーク公も降伏した。翌8月にアイルランド遠征から帰途にあったリチャード2世は、ウェールズとの国境付近で優勢なボリングブルック軍に呆気なく降伏して捕らわれ、ロンドン塔に幽閉されて9月28日に開かれた議会で翌29日に正式に廃位された。そしてボリングブルックは30日にヘンリー4世としてイングランド王に即位し、ランカスター朝を開いた。
退位したリチャードは身柄を各地に移され、1400年2月14日にヨーク南西のポンテフラクトにあるポンテフラクト城で33歳で死去した。1月にリチャードに重用され、ヘンリー4世即位と共に権勢を失った元サリー公、元エクセター公、元グロスター伯トマス・ル・ディスペンサー、ソールズベリー伯ジョン・モンタギューの4人が公現祭でヘンリー4世暗殺を企て、失敗して処刑されていたが（エピファニー蜂起）、直後にリチャードが死去したこともヘンリー4世の関与が疑われている。
リチャードの詳しい死因は不明で、前王の尊厳を奪われ、過酷な処遇を受けて餓死させられたと伝えられている一方、自殺・他殺説もある。遺体は当初ハートフォードシャーのキングス・ラングリー修道院へ埋葬されたが、1413年4月に即位したヘンリー5世が12月に遺体をロンドンへ運び出し、ウェストミンスター寺院に改葬した。

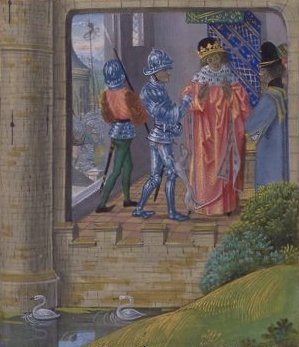
捕縛されるリチャード2世（15世紀の作品）
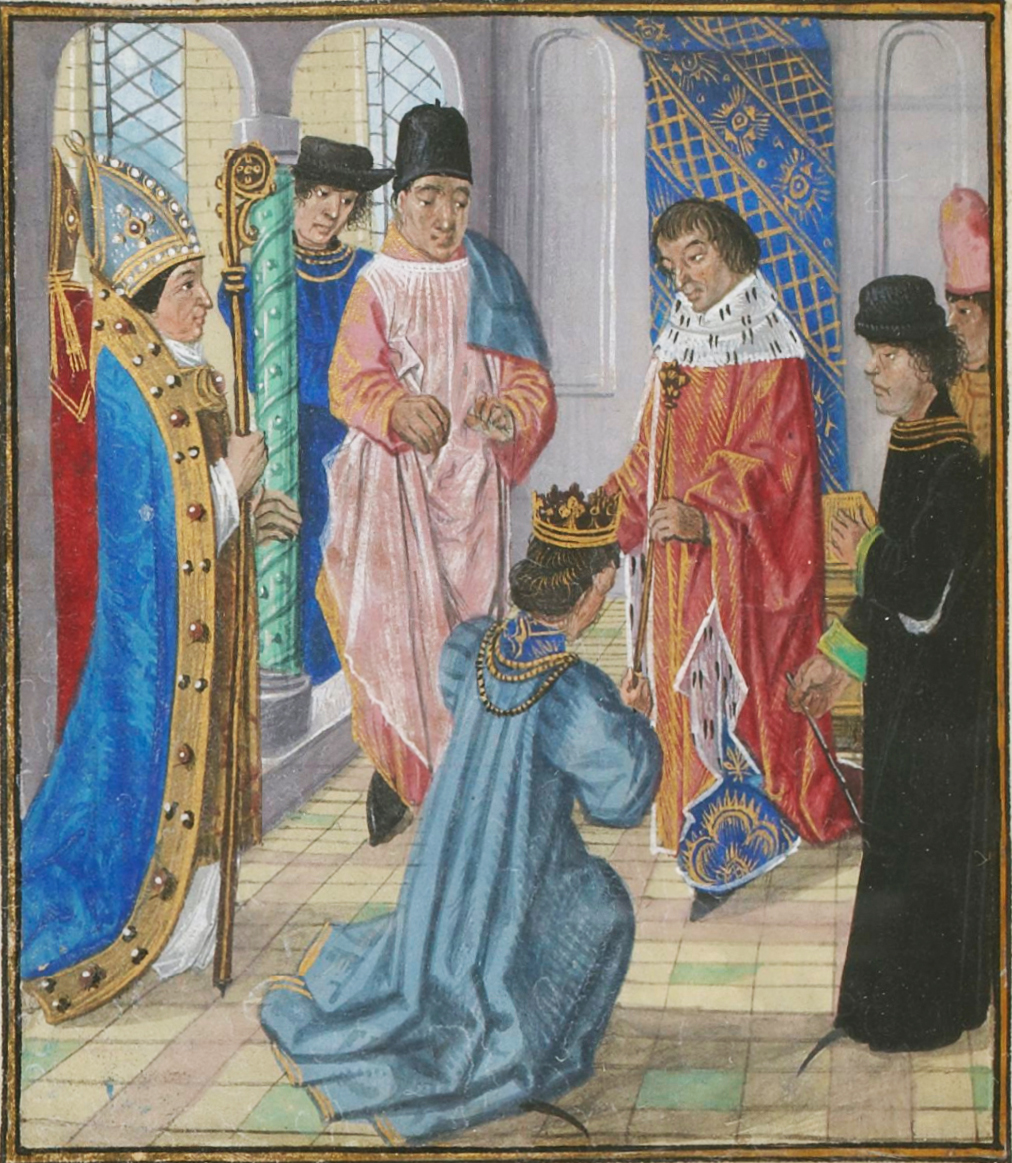
廃位式（15世紀の作品）
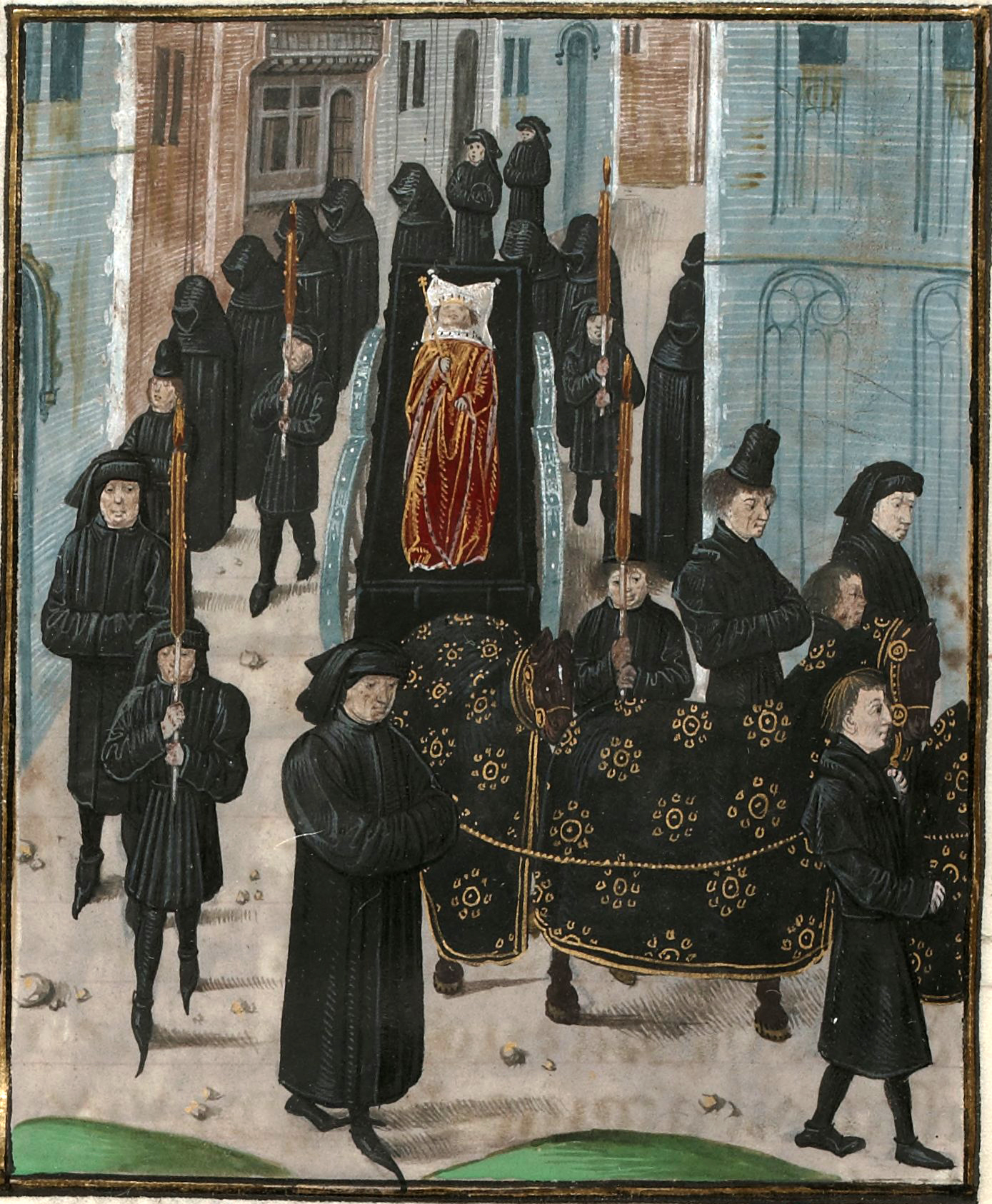
リチャード2世の葬列（15世紀の作品）

## 王妃

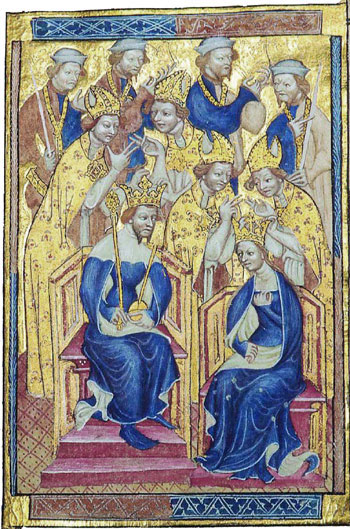
リチャード2世と王妃アン（14世紀の作品）

当初ミラノ僭主ベルナボ・ヴィスコンティの娘カテリーナとの縁談が予定されていたが実現せず、1382年に神聖ローマ皇帝兼ボヘミア王カール4世の娘アン・オブ・ボヘミアと最初の結婚をした。結婚は教会大分裂でイングランドをローマ教皇庁支持にして神聖ローマ帝国とイングランドを結び付けたいローマ教皇ウルバヌス6世とアンの異母兄ヴェンツェルの意向が働いていた。
アンがボヘミアから連れてきた大勢の使用人が浪費している、イングランドが持参金をボヘミアへ支払う羽目になる、アンがイングランド人から人気が無いなど周囲の印象は良くなかったが、彼女とリチャード2世はエドワード1世同様に仲睦ましい夫妻だった。アンはペストのため1394年に亡くなり、大いに悲しんだリチャード2世は彼女と2人で過ごしたシーン離宮（後のリッチモンド宮殿）の破却を命じた。アンはウェストミンスター寺院に埋葬され、リチャード2世と手をつないでいる墓像が建てられている。
1397年、フランス王シャルル6世の娘イザベラ・オブ・ヴァロワと再婚した。この時イザベラはわずか7歳であり、両国の休戦条件として出された政略結婚だった。イザベラが成人に達する前にリチャード2世が廃位・獄死したため未亡人となり1401年にフランスへ帰国、1406年にフランス王族で従弟のオルレアン公シャルルと再婚した。なおイザベラは、ヘンリー4世の息子ヘンリー5世と結婚してヘンリー6世を生んだキャサリンの姉である。
いずれの王妃との間にも子供はいない。

## 人物
敬虔で洗練された文化的感覚を持ち合わせている一方、短気で感情の抑制が利かない性格だった。
文化では芸術家のパトロンを買って出て彼らを保護・奨励、国際ゴシックの流行に一役買い、華麗な服装の色やデザインに気を遣い、ジョン・ガワー、ジェフリー・チョーサーらに様々な庇護を与え、チョーサーには実入りのある官職、年金などを与えて優遇した。また臣下に紋章の加増（オーグメンテイション）を許可しており、エドマンド殉教王やエドワード懺悔王、曽祖父に当たるエドワード2世に対する帰依は熱心であり、懺悔王の紋章とされる飾りを自身の未紋章の左半分に追加したり、一時はエドワード2世の列聖を検討したりしている。
しかし、華麗な宮廷生活で目に余る浪費が臣下の不満を生み、1383年に親政開始してからは自己判断だけに頼りだし、寵臣を集めて専制に走る軽率さと虚栄心が目立ち始めた。アンが死去してからは感情の抑制が利かなくなり、葬儀に遅参したアランデル伯を杖で打ち据えたり、シーン離宮の破却命令など喜怒哀楽が大きく揺れ動くようになった。やがて1397年に訴追派貴族を排除してからは周囲から暴君と恐れられる行為を繰り返したため人望を失い、廃位へと至る末路に繋がった。

## リチャード2世が登場する作品
戯曲
- シェイクスピア『リチャード二世』

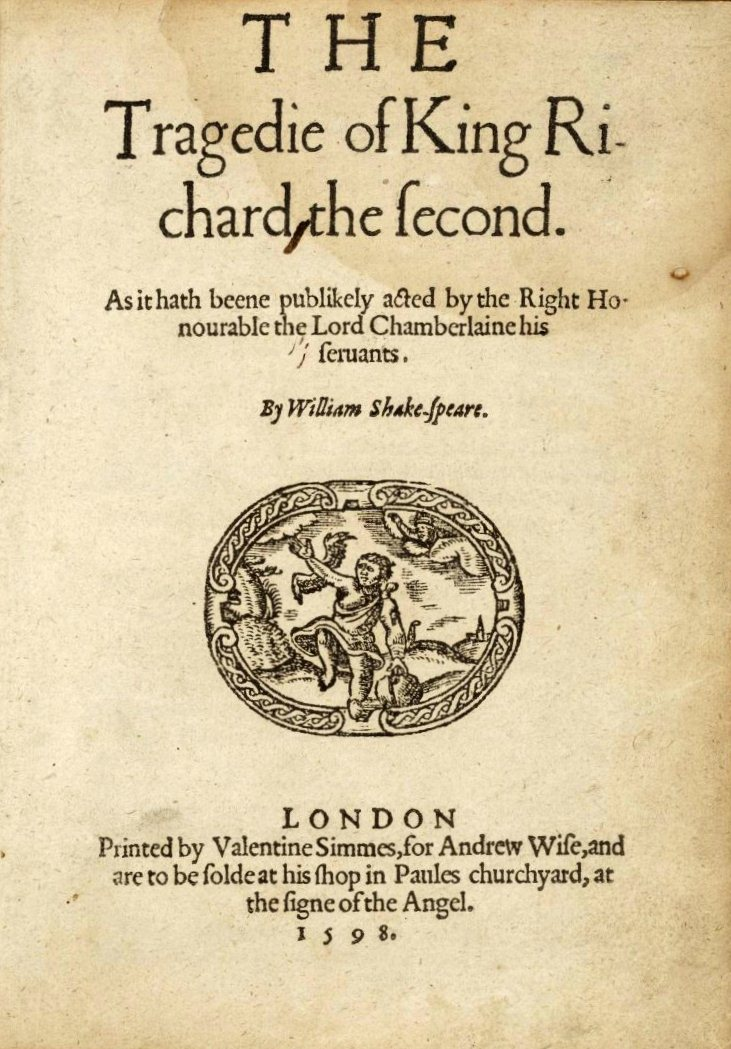
シェイクスピアの『リチャード2世』表紙（1598年版）

- （日本語訳：『シェークスピア全集11 リチャード二世』、白水社Uブックス、1983年 など）

- サー・ウォルター・スコット『アイヴァンホー』1820年
- 大佛次郎『覆面の騎士』1950年（アイヴァンホーを翻案した子供向け小説）

漫画
- 蒲生総『リチャード二世 Splendour of king』（1998年角川書店から第1巻出版。ただし現在は絶版のため入手不可能）
- 青池保子『アルカサル-王城-』外伝1「公爵夫人の記」